# جنبه‌هایی از نظریه نحو
جنبه‌هایی از نظریه نحو نام کتابی از نوام چامسکی است که در آن به معرفی اولین نظریه جامع خود دربارهٔ نحو می‌پردازد. این کتاب در سال ۱۹۶۵ منتشر شد.

## نظریه معیار
نظریه معیار، نخستین انگارهٔ زبانی کاملِ دستور زایشی است که توسط چامسکی در این کتاب طرح شد. در این نظریه تمام بخش‌های لازم برای یک نظریهٔ زبانی، شامل واج، صرف، نحو و معنا آمده است.
در این نظریه فرض بر این است که ژرف ساخت‌های نحوی تحت عملکرد گشتارها قرار دارند و در نهایت روساخت نحوی حاصل شده است. محل خوانش معنا در ژرف‌ساخت و محل خوانش واجی در روساخت است.